# Gongylocarpus
Gongylocarpus  es un género de plantas con flores con seis especies de la familia  Onagraceae. Comprende 3 especies descritas y de estas, solo 2 aceptadas.

## Descripción
Son hierbas anuales caulescentes  o arbustos bajos libremente ramificados, con la corteza desprendiéndose cerca de la base. Tallos de 30-80 cm, erectos . Hojas caulinares, opuestas en la parte proximal del tallo, alternas en la parte distal o alternas a todo lo largo. Flores 4-meras, pequeñas y solitarias en las axilas de brácteas foliosas o más grandes en espigas foliosas terminales densas, actinomorfas. Fruto indehiscente, endurecido, en forma de agalla, leñoso. Tiene un número de cromosomas de 2 n =22.

## Taxonomía
El género fue descrito por Schltdl. & Cham.  y publicado en Linnaea 5: 557. 1830.
Etimología

## Especies aceptadas
A continuación se brinda un listado de las especies del género Gongylocarpus aceptadas hasta junio de 2013, ordenadas alfabéticamente. Para cada una se indica el nombre binomial seguido del autor, abreviado según las convenciones y usos.
- Gongylocarpus fruticulosus (Benth.) Brandegee
- Gongylocarpus rubricaulis Cham. & Schltdl.